# Syncopacma linella
Syncopacma linella is een vlinder uit de familie tastermotten (Gelechiidae). De wetenschappelijke naam is voor het eerst geldig gepubliceerd in 1904 door Chretien.
De soort komt voor in Europa.